# Säkkijärven polkka
Säkkijärvi polka (pol. Polka z Säkkijärvi) – fińska piosenka, znana głównie z pełnienia roli sygnału interferencyjnego podczas rozminowywania Wyborga w 1940 roku. 
Jej melodia powstała w Säkkijärvi, które zostało utracone na rzecz ZSRR podczas wojny zimowej, do czego nawiązuje warstwa liryczna utworu powstała już po cesji tamtych obszarów. 
Polka ta była wykorzystywana jako jeden z możliwych sygnałów na pierwszych telefonach Nokia.